# Världen idag
Världen idag är en svensk dagstidning med självbetecknad obunden bibeltrogen, evangelisk-karismatisk, värdekonservativ profil. Ledarredaktionen och flera krönikörer har uppvisat stöd för Kristdemokraterna, inklusive partiets villighet att förhandla med Sverigedemokraterna,  och ofta kritiserat Vänsterpartiet. Tidningen har historiska band till Livets Ord och fristående karismatiska församlingar men har även många läsare i andra samfund, särskilt Pingströrelsen och Evangeliska frikyrkan EFK.

## Historik
Det första numret kom ut vid månadsskiftet september/oktober 2001. Sedan 2004 kommer Världen idag ut tre gånger i veckan. 
Världen idag startades med fyra redaktörer (Ruben Agnarsson, Carin Stenström,  Hans-Göran Björk och Mats Tunehag). Fram till november 2010 var Ruben Agnarsson tidningens operativa chef, vd och ansvarig utgivare, men har sedan dess övergått till journalistiskt arbete. Han var tidigare chefredaktör för veckotidningen Magazinet, som lades ned år 2001 − en tidning som var helägd och gavs ut av Livets Ord. Från 2001-2009 var Carin Stenström chefredaktör. Felicia Svaeren tog över som chefredaktör 2009, men lämnade tidningen och ersattes av Lukas Berggren våren 2011.
Våren 2011 blev Ulf Ekman tillfälligt ansvarig utgivare för tidningen, vilket av vissa medarbetare tolkades som att gränserna mellan församlingen Livets ord och tidningen flöt ihop. Som en konsekvens sade Siewert Öholm, Kjell Axel Johanson, Maria Andersson och Mats Tunehag upp sig och i turbulensen tappade tidningen en betydande del av sina prenumeranter. Vid årsskiftet 2011/2012 valde Ulf Ekman att avsluta sitt uppdrag i tidningens styrelse och som ansvarig utgivare; den posten innehas numera av chefredaktören t.f chefredaktör Jonas Adolfsson. Ulf Ekman kom sedan att sitta i tidningens advisory board tillsammans med pastorer i andra samfund. Hösten 2011 var tidningen akut hotad av likvidation då stora delar av aktiekapitalet förbrukats, men efter en läsarinsamling som inbringat drygt 2 miljoner kronor kunde det omedelbara konkurshotet avvärjas.

## Redaktion
Arbetslivsredaktör var fram till våren 2011 (se ovan) tv-producenten och -programledaren Siewert Öholm (med bakgrund i Missionskyrkan, på Sveriges Television, tidningen Dagen och norska tv-kanalen Verdikanalen). Öholm återinträdde i redaktionen i maj 2013 där han var verksam fram till sin bortgång i januari 2017.
Expressenkrönikören och utrikeskorrespondenten Ulf Nilson skrev under många år utrikeskrönikor i Världen idag.
Redaktionsledningen bestod 2010 av personer med tillhörighet i tre olika kristna samfund (trosrörelsen, Svenska Kyrkan och Missionskyrkan). Våren 2010 fanns det 14 olika kyrkor representerade bland tidningens medarbetare, främst Livets ord, men även bland annat pingströrelsen och katolska kyrkan. I dag (2019) är de allra flesta medarbetare medlemmar inom Evangeliska Frikyrkan och Pingströrelsen.
I tidningens koncept ingår opinionsbildning utifrån ett kristet perspektiv, egen grävande journalistisk, en kristen affärstidning och utrikesbevakning.

## Uppmärksammade artiklar
Frilansjournalisten Nuri Kino blev år 2002 belönad med Guldspaden för reportage som publicerades bland annat i Världen idag. Artiklarna behandlade missförhållanden på asylboenden och övergrepp mot flyktingbarn och publicerades också i Sesam, Metro, Aftonbladet och Dagens Nyheter. Priset utdelades i kategorin RIKs, det vill säga att det var de rikstäckande medierna som uppmärksammades.
Världen idag inledde i slutet av år 2005 en artikelserie av Nuri Kino som handlade om polisens informatörsverksamhet. Artikelserien beskriver hur polisen själva begick brott, provocerade fram brott och undanhöll information i rättegångar, allt för att skydda sina informatörer. Serien innehöll dessutom avslöjanden om att polisen ägnade sig åt illegal vapenhantering, samt att beslagtagna vapen som skulle förstöras hamnade i kriminella kretsar på nytt. Artiklarna fick dåvarande justistiekanslern Göran Lambertz att inleda en utredning om vapenbrott inom Stockholmspolisen, samt bidrog till att justitieombudsmannen Mats Melin inledde en granskning av polisens informatörsverksamhet. Artikelserien uppmärksammades även av andra medier.

## Ledning och ägandeförhållande
Idag (2022) är Jan Blom ordförande i tidningens styrelse, sedan Per-Olof Eurell avgick i början av 2021 på grund av sin ändrade inställning till homosexuella förhållanden. Annika Gunnarsson är tillförordnad VD (2019).
Världen idag startades tre månader efter det att Livets Ords tidning Magazinet lades ned, med hjälp av kapital från 400 aktieägare. När tidningen tog steget till tredagarstidning utvidgades aktiekapitalet och ägandet via en nyemission till 900 mindre aktieägare, bestående av församlingar, företag och privatpersoner i huvudsak knutna till trosrörelsen samt till Pingströrelsen. I början av 2011 upprättades en kontrollbalansräkning då styrelsen förmodade att över halva aktiekapitalet var förbrukat.

## Läsekrets
En övervägande del av läsarna, hela 97,5 procent, är kyrkobesökare (maj 2009). 29 procent tillhör en pingstkyrka medan 14 procent går i en församling knuten till Evangeliska frikyrkan. De som besöker Svenska kyrkan respektive Svenska missionskyrkan (idag del i Equmeniakyrkan) var tolv procent i båda fallen, medan nio procent av läsekretsen återfinns i fristående karismatiska församlingar. Enligt en uppgift från 2006 kommer drygt 75 procent av läsarna från andra samfund än trosrörelsens egna församlingar kring Livets Ord.

## Band till Livets Ord
Trots att tidningen har breddat sin läsekrets, ledning och redaktion och beskriver sig som allmänkristen så har Världen idag beskrivits av bedömare år 2007 och 2010 som trosrörelsens nyhetskanal. Kritiker menade 2005 och 2006 att Livets Ord har en strategi att tona ned sin centrala roll i flera projekt, däribland i Världen idag. Den slutsatsen grundade sig främst på tidningens ägarstruktur, där flera aktiva aktieägare är Livets Ords-församlingar eller företagare med tillhörighet i Livets Ord eller med vänskapsband till redaktionen, och sammansättningen av redaktionen, som har dominerats av medlemmar i Livets Ord.
Tidningen själv anser att de är fristående och oberoende, men bekräftar historiska kopplingar till Livets Ord.

## Kritik

### Osaklig islamkritik
I en forskningsstudie från 2009 anklagade universitetslektorn Kristian Steiner vid Malmö högskola tidningen för kulturrasism, eftersom 20 % av tidningens ledare vid den tiden utgjorde negativ beskrivning av islam med ord såsom "farlig", "hot mot den fria världen", "massmord", etc. Steiner menar att muslimer stigmatiseras på ledarplats i Världen idag. Han menar också att han blivit smutskastad av Världen idag efter att han kritiserade dem. Bakgrunden är bland annat att Världen idag tar ställning för kristen sionism.
Exempel på detta är tidningens fokusering på religiös förföljelse av icke-muslimer i Mellanöstern, men inte på det palestinska folkets situation. Sedan det senaste Gaza-kriget så har deras anti-islamiska och anti-palestinska publiceringar fått en upprampning, exempelvis genom att neka att palestinier existerar som ett folk  och en nedtoning av den aktuella situationen, och ensidiga publikationer endast från den Israeliska synvinkeln. 

### Kritik av RFSL
RFSL har kritiserat Världen idag för att på ett osakligt sätt peka ut RFSL som otydliga kring var man står i frågor om sexuella övergrepp på barn. RFSL menar att organisationen tvärtom är tydliga med att man tar avstånd från alla typer av övergrepp. Kritiken kom i samband med ett stort antal artiklar i tidningen om en dom mot en tidigare förtroendevald inom RFSL, för sexuellt utnyttjande av en trettonåring.
Tidningen har också okritiskt återgett Paul Camerons forskningsrön, trots att Cameron är en omdiskuterad forskare som uteslutits ur det amerikanska psykologförbundet och omtalas som vetenskapsbedragare och historierevisionist av flera bedömare, även andra vetenskapsmän.
Världen idag har kritiserats för att tendensiöst hårdbevaka vad de ser som "homosex-lobbyn". En journalist som var praktikant på Världen idag initierade vad RFSL:s förbundstidning KomUt kallade för en smutskastningskampanj mot RFSL, i syfte att förhindra att föreningen fick fortsatta bidrag.
Flera av tidningens artiklar som berör homosexuella har också gjort kopplingar till pedofili. Ruben Agnarsson har även i flera artiklar menat att RFSL och internetcommunityt Qruiser har en tillåtande attityd gentemot pedofili.

### Allmänkonservatism utan kristen grund
Tidningens allmänkonservativa hållning, inklusive hyllandet av kungahuset och EU-kritik, har kritiserats för att inte ha kristen grund. Fler exempel på konservativ hållning som avviker från svensk frikyrklig idétradition är att Världen idag tog avstånd från avvecklingen av allmän värnplikt (bland annat genom att utmåla Ryssland som ett militärt och politiskt hot), man har kritiserat fredsrörelsen och miljörörelsen samt varit skeptisk till växthuseffekten. Världen idag anlitade den klimatskeptiska bloggaren Maggie Thauersköld Crusell bland annat som utsänd reporter på FN:s klimatkonferens i Köpenhamn 2009, där hon till att börja med nekades ackreditering, med hänvisning till att Världen idag enligt Wikipedia är värdekonservativ och har en "särskild infallsvinkel". Vänsterinriktade kritiker beskriver tidningens inriktning som högerkristen och USA-influerad.

### Svartmålning av sekulariseringen
Konspirationsteorier och ensidig svartmålning av det svenska samhället uppgavs vara vanligt förekommande i Världen idag enligt en artikel från 2004 av Stefan Swärd, ordförande för Evangeliska Frikyrkan och styrelseledamot för konkurrenttidningen Dagen, även om tidningen enligt honom också har välskrivna artiklar och utmärkt grävande journalistik. Stefan Swärd är i dag[Sedan när? Källa??] regelbunden medarbetare och skribent i Världen idag. 
Exempel på svartmålning är att värdekonservativa kristna ibland framställs som en hårt ansatt minoritet som kränks av grova angrepp på sin tro  eller hindras från att utöva sin tro på grund av samhällets sekularisering.